# Sulfur de sodi
El sulfur de sodi, Na₂S, és un compost químic inorgànic iònic format per cations sodi, Na+, i anions sulfur, S2–. Es presenta en forma de cristalls blancs. Té una olor característica. La seva estructura cristal·lina és cúbica tipus antifluorita, on els petits cations potassi K+ ocupen les posicions tetraèdriques del F– de la fluorita i els grans anions sulfur, S2– ocupen les posicions de coordinació vuit dels Ca2+ de la fluorita. Altres sulfurs de metalls alcalins també cristal·litzen en la mateixa estructura d'antifluorita: sulfur de liti, Li₂S, sulfur de potassi, K₂S, i sulfur de rubidi Rb₂S. Quant a la solubilitat és soluble en aigua i etanol i insoluble en èter etílic.
És un compost higroscòpic, per la qual cosa forma hidrats, els més importants són el sulfur de sodi pentahidratat, Na₂S·5H₂O, incolor, que cristal·litza en el sistema ortorómbic. És molt soluble en aigua, soluble en etanol i insoluble en èter etílic. El seu punt de fusió és només 120 °C i es descompon. L'altre hidrat és el sulfur de sodi nonahidratat, Na₂S·9H₂O, de color blanc amb tonalitats grogues. És molt soluble en aigua, soluble en etanol i insoluble en èter etílic. Descompon a 50 °C.
A la indústria el Na₂S s'obté per reducció del sulfat de sodi, Na₂SO₄ amb carbó:
Na₂SO₄ + 4 C → Na₂S + 4 CO
En el laboratori la preparació es pot fer per reducció del sofre amb sodi en medi d'amoníac anhidre, o en tetrahidrofurà, THF, sec amb naftalè de catalitzador:
2 Na + S → Na₂S

## Reaccions químiques[1]
- S'hidrolitza en dissolució aquosa donant sulfur d'hidrogen i hidròxid de sodi segons la reacció:

Na₂S + 2 H₂O → H₂S + 2 NaOH
- Reacciona amb els àcids produint sulfur d'hidrogen i la sal corresponent. Per exemple amb àcid clorhídric dona sulfur d'hidrogen i clorur de sodi:

Na₂S + HCl → H₂S + NaCl
- En l'aire reacciona amb l'oxigen i s'oxida fàcilment donant sulfit de sodi i sulfat de sodi:

2 Na₂S + ½ O₂ → Na₂SO₃ + Na₂SO₄
- Si el sulfur de sodii es fa bullir amb sofre s'obtenen mescles de polisulfurs de sodi: Na₂Sx (x = 2, 3, 4 o 5)

## Aplicacions
- Reactiu d'anàlisi químics.

- Emprat en la indústria per a la precipitació de metalls pesants.

- Reactiu en síntesis orgànica: Agent reductor de nitrocompostos.

- En la indústria del cuir s'empra per a la depilació dels pèls de les pells.

- Més modernament apareix en bateries elèctriques d'alt rendiment. Són bateries que emmagatzemen 5 vegades més energia que les de plom tradicionals i poden recarregar-se en 15-20 h. L'inconvenient és que treballen a altes temperatures (300 °C), ja que ambdós elèctrodes són líquids (Na, ànode, i S, càtode, fusos), mentre que l'electròlit NaAl11O17 és un sòlid. Les semireaccions que tenen lloc són:

Ànode: Na(l) → Na+ + e–
Càtode: n S(l) + 2e– → Sn2–
i el procés global és:
2 Na + n/8 S₈ → Na₂Sn     E° = 2,08V